# Jean Leray
Jean Leray, född 7 november 1906, död 10 november 1998, var en fransk matematiker verksam inom partiella differentialekvationer och algebraisk topologi.
Mellan 1926 och 1929 studerade Leray vid École Normale Supérieure och fick sin doktorsexamen 1933. Mellan 1938 och 1939 var han professor vid Nancys universitet. Han var inte medlem i Bourbakigruppen, men var nära vän med grundarna.
Hans huvudarbete inom topologi genomfördes när han var krigsfånge i Edelbach, Österrike, mellan 1940 och 1945. Han visade inte sin expertis inom differentialekvationer, då han fruktade att han skulle bli tvingad att göra krigsrelaterat arbete. Från Lerays arbete under denna kommer idéerna spektralsvit och kärve.
Leray var professor vid Universitetet i Paris mellan 1945 och 1947, sedan vid Collège de France fram till 1978. Han fick Malaxapriset 1938, Feltrinellipriset 1971, Wolfpriset i matematik 1979 och Lomonosovguldmedaljen 1988.